# Grounding - Les derniers jours de Swissair
.
Pour plus de détails, voir Fiche technique et Distribution.
Grounding - Les derniers jours de Swissair (en allemand : Grounding - Die letzten Tage der Swissair) est un film suisse relatant l'effondrement de la compagnie aérienne nationale suisse Swissair.

## Synopsis
Le long-métrage aborde la suspension temporaire des opérations aériennes de Swissair le 2 octobre 2001 et raconte les raisons qui ont conduit à cette situation. En parallèle, le film décrit le destin du dernier chef de la compagnie aérienne, Mario Corti, ainsi que le sort des personnes touchées par le déclin de Swissair.

## Sortie
Le jour de sa sortie en Suisse alémanique, le 19 janvier 2006, Grounding a été projeté dans le cadre du programme des Journées de Soleure. Au même moment, il est sorti dans une cinquantaine de villes de Suisse alémanique et a attiré plus de 50 000 personnes au cinéma rien que le premier week-end. Avec 378 000 entrées, Grounding a été le film suisse le plus vu en 2006.

## Production
Parmi ses producteurs on compte Pascal Najadi, un banquier d'investissement et producteur de cinéma suisse, connu pour ses prises de positions complotistes.